# Pave Eugenius 4.
Eugenius 4. (oprindelig Gabriele Condulmer, 1383-23. februar 1447) var en italiensk pave.
Han blev født ind i en venetiansk købmandsfamilie, men blev cølestinermunk og senere biskop i Siena. Herefter fik han en position som kardinal og den 3. marts 1431 blev han udnævnt som pave. Da han besteg pavestolen, var han uden politisk erfaring, men den vandt han efterhånden, og han førte pavemagten frelst ud af de farer, som truede den både fra det biskoppelige aristokrati og det præstelige og borgerlige demokrati. Under hele sit papat lå han i krig med konciliet i Basel.
Som et modtræk mod det åbnede han 1438 konciliet i Ferrara-Firenze, hvor han fik en union bragt i stand med den græske kirke. 1433 måtte han flygte forklædt fra Rom og holdt nu hof i Firenze, indtil han 1443 kunde vende tilbage til det undertvungne Rom. 
Han lå i krig med familien Colonna, med Milano og Neapel. Da han døde var Basel-konciliet med dets modpave 
tilintetgjort og Kirkestaten bragt til ro.